# Taquile
Taquile – wyspa na jeziorze Titicaca, w jego części należącej do Peru, 45 km od przybrzeżnego miasta Puno. Na wyspie o długości 5,5 i szerokości 1,6 km zamieszkuje stale od 1700 do 2500 osób. Najwyższy punkt wyspy wznosi się 4050 m n.p.m., a główna wioska leży na wysokości 3950 m n.p.m. Mieszkańcy, zwani Taquileños, używają języka keczua.
Taquile, w języku keczua zwana Intika, była zamieszkana od czasów kultury Tiahuanaco. Od XIII w. należała do Imperium Inków, a na wyspie zachowały się ruiny inkaskich budowli. Wyspa była jednym z ostatnich miejsc na terenie obecnego Peru opierających się hiszpańskiej kolonizacji. Została jednakże zdobyta i w imieniu króla Karola V i w 1580 r. oddana we władanie kastylijskiemu hrabiemu Pedro Gomez de Taquila, któremu zawdzięcza obecną nazwę. Hiszpanie zakazali mieszkańcom noszenia tradycyjnych strojów, zaczęli oni zatem używać ubioru hiszpańskich chłopów i przy takich strojach pozostali do dziś. W latach 30. XX w. wyspa służyła za więzienie i dopiero po 1937 r. powróciła do pierwotnych właścicieli.

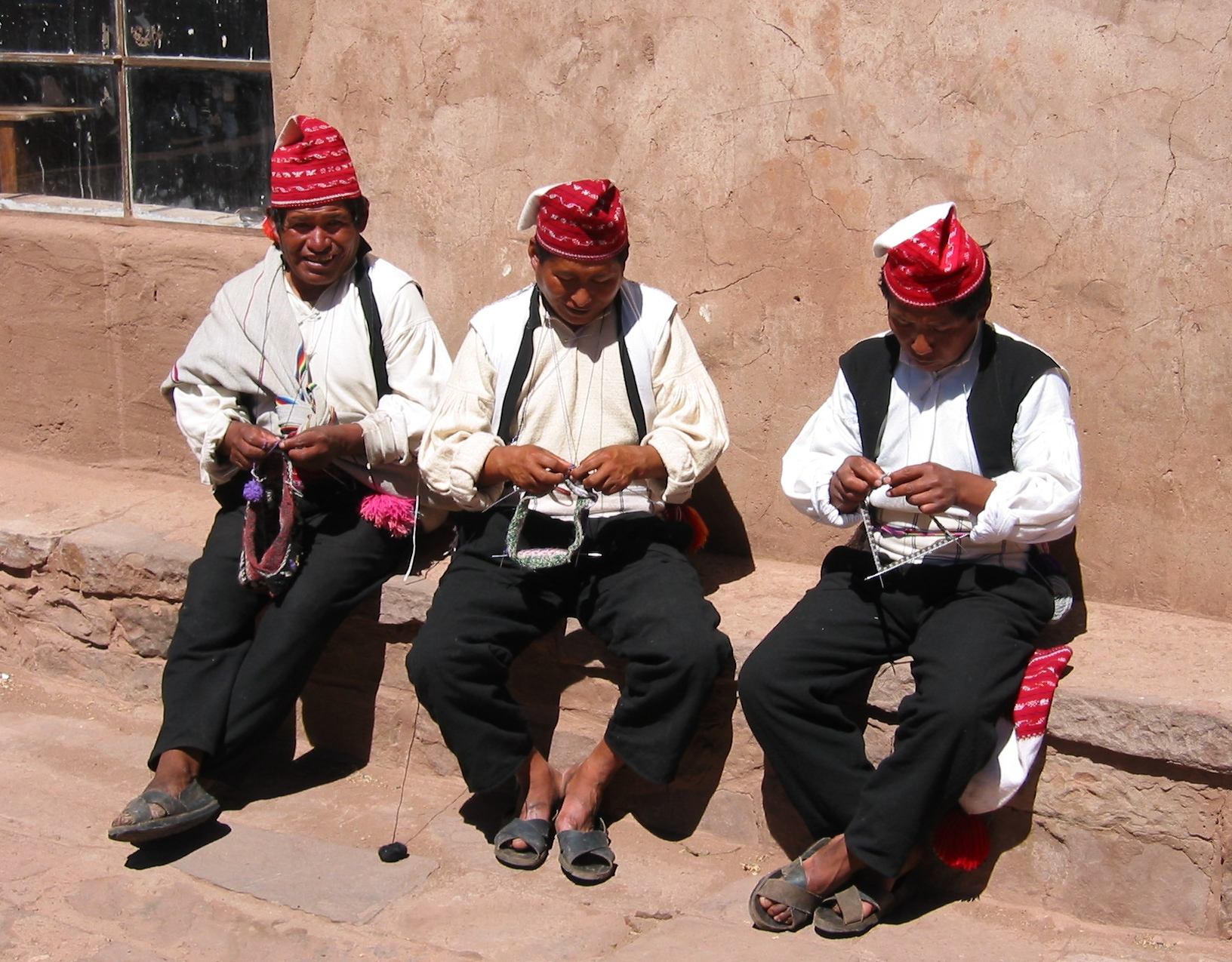
Mężczyźni w tradycyjnych strojach, robiący na drutach

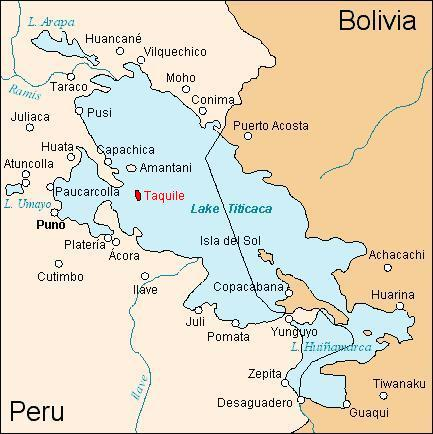
Położenie wyspy

Taquileños stosują w swej społeczności zasady kolektywizmu oraz inkaskiego kodeksu moralnego: „ama sua, ama llulla, ama qhella” (nie kradnij, nie kłam, nie leń się). Gospodarka opiera się tu na rybołówstwie, rolnictwie i ogrodnictwie, z dominującą uprawą ziemniaka, oraz turystyce. Docenioną za pielęgnowanie własnego dziedzictwa przez UNESCO wyspę odwiedza rocznie około 40 000 turystów. Taquileños znani są z produktów tkackich, tekstyliów i ubrań, uważanych za wyroby najwyższej jakości w Peru. Rzemiosłem tym zajmują się głównie mężczyźni.
Taquile posiada własną stację radiową i jest wyposażona w generatory, mimo że mieszkańcy wyspy zadecydowali zrezygnować z nich na rzecz baterii słonecznych.

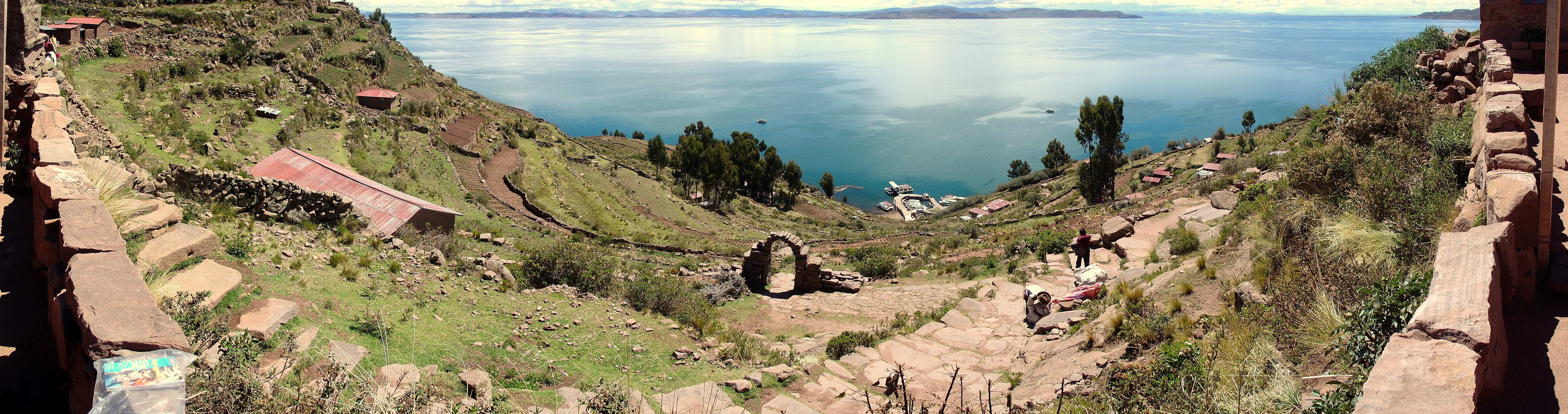
Panorama jeziora Titicaca, widok z Taquile